# Gli angeli dell'inferno
Gli angeli dell'inferno (Hell's Angels) è un film del 1930 diretto da Howard Hughes con la collaborazione (non accreditati) di Edmund Goulding e James Whale.
Il film, prodotto da Hughes, magnate dell'aeronautica, è un colossal ambientato durante la prima guerra mondiale. È passato alla storia del cinema per diverse ragioni, in particolare, è il primo film per cui è stato utilizzato il termine 'colossal', quindi ha aperto - essendo il precursore - la stagione delle mega produzioni hollywoodiane: è costato 3,8 milioni di dollari (all'epoca una cifra enorme), incassandone circa otto (equivalenti a 90 milioni di dollari del 2006), e conta 560 ore di negativi, record tuttora imbattuto in termini di pellicola scartata.

## Trama
Due fratelli inglesi, Roy e Monte Rutledge hanno una storia con Helen. Quando scoppia la Grande Guerra, i due si arruolano nell'aviazione inglese (Royal Flying Corps): Monte, il minore dei due, per provare a tutti di essere un uomo e Roy per proteggerlo. Quando arrivano al fronte francese, Roy e Monte scoprono che Helen ha tradito entrambi con un altro uomo. Così i due, disperati, accettano una pericolosissima missione dove potrebbero perdere la vita: distruggere un deposito di munizioni tedesco. Riescono nell'impresa, ma i tedeschi li catturano entrambi.

## Produzione

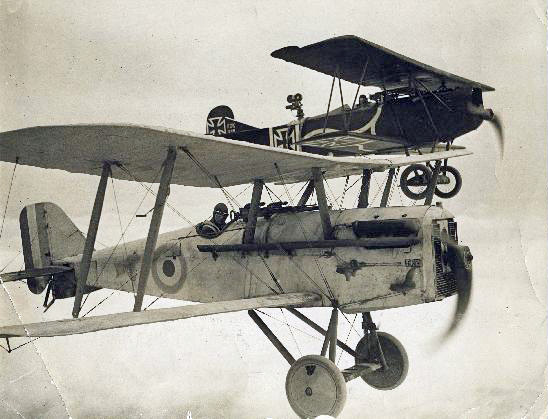
Frank Clarke, in primo piano ai comandi di un Royal Aircraft Factory S.E.5, e Roy Wilson, su Fokker D.VII, in volo durante le riprese aeree.

La produzione del film è stata lunga e particolarmente problematica, infatti Hughes per le scene aeree pretese di usare veri aeroplani e non modelli in scala, ma dopo aver quasi ultimato il film si rese conto che girare nelle giornate di cielo azzurro non rendeva l'idea del moto veloce degli aerei cercato dal regista, quindi tenne fermo il set (pagando l'affitto per gli aeroplani) per 8 mesi e poi rigirò tutte le scene aeree in presenza di nuvole (per aumentare l'effetto della velocità).
Dopo aver speso circa due milioni di dollari Hughes rimase affascinato dall'avvento del sonoro e quindi scelse di rigirare tutto in sonoro; tuttavia non contento del risultato, infine scelse di procedere alla colorazione artificiale della pellicola. Era una battuta diffusa all'epoca dire "Hughes avrebbe speso meno finanziando una guerra vera".
Il film venne prodotto da The Caddo Company con un budget stimato in 3 950 000 dollari. Si dette il via alla produzione il 10 novembre 1926: si lavorò al film fino al 10 novembre 1930. Le riprese cominciarono il 16 aprile 1927 e terminarono il 22 luglio 1928.

## Distribuzione
Il film fu distribuito dall'United Artists. Fu presentato in prima a Los Angeles il 27 maggio e, quindi, Il 15 agosto a New York. Nelle sale, in normale distribuzione, uscì il 15 novembre 1930.

### Date di uscita
Date di uscita:
- Stati Uniti, 27 maggio 1930 (Los Angeles, California) (première)
- Stati Uniti, 15 agosto 1930 (New York City, New York) (première)
- Stati Uniti, 15 novembre 1930
- Giappone, settembre 1931
- Finlandia, 6 settembre 1931
- Portogallo, 31 maggio 1932
- Germania Ovest, 19 febbraio 1986 (prima TV)

Alias:
- Hell's Angels USA (titolo originale)
- A pokol angyalai Ungheria
- Angeloi tis kolaseos Grecia
- Anjos do Inferno Brasile
- Gli angeli dell'inferno Italia
- Höllenflieger Germania
- Hornan enkelit Finlandia
- Les Anges de l'enfer Francia (titolo alternativo)
- Los ángeles del infierno Spagna
- Os Anjos do Inferno Portogallo